# Güttingen
Güttingen é uma comuna da Suíça, no Cantão Turgóvia, com cerca de 1.341 habitantes. Estende-se por uma área de 9,5 km², de densidade populacional de 141 hab/km². Confina com as seguintes comunas: Altnau, Hagnau am Bodensee (DE - BW), Immenstaad am Bodensee (DE-BW), Kesswil, Langrickenbach, Sommeri, Stetten (DE-BW).
A língua oficial nesta comuna é o Alemão.
Predefinição:Commonst